# Fontechiari
Fontechiari es una localidad y comune italiana de la provincia de Frosinone, región de Lacio, con 1.304 habitantes.

## Evolución demográfica
| Gráfica de evolución demográfica de Fontechiari entre 1861 y 2001 |
|                                                                   |
| Fuente ISTAT - elaboración gráfica de Wikipedia                   |